# Белечана
Белечана (рум. Bălăceana) — комуна у повіті Сучава в Румунії. До складу комуни входить єдине село Белечана.
Комуна розташована на відстані 356 км на північ від Бухареста, 15 км на захід від Сучави, 128 км на північний захід від Ясс.

## Населення
У 2009 року у комуні проживали 1648 осіб.

## Зовнішні посилання
- Дані про комуну Белечана на сайті Ghidul Primăriilor [Архівовано 15 травня 2012 у Wayback Machine.]